# Đảng Hành động Nhân dân
Đảng Hành động Nhân dân (viết tắt theo tiếng Anh: PAP) là chính đảng cầm quyền tại Singapore từ năm 1959. Đây là một trong hai chính đảng chủ yếu tại Singapore cùng với Đảng Công nhân.
Kể từ tổng tuyển cử năm 1959, Đảng Hành động Nhân dân chi phối chế độ dân chủ nghị viện của Singapore và ở vị trí trung tâm trong sự phát triển nhanh chóng về chính trị, xã hội, và kinh tế của thành bang. Trong thống trị, chính phủ của Đảng ban hành các luật nghiêm ngặt mà theo đó át chế tự do ngôn luận và các quyền tự do dân sự khác, trong khi chịu trách nhiệm về giáo dục công phải chăng thông qua các kênh như Quỹ Cộng đồng PAP.
Trong tổng tuyển cử năm 2011, Đảng Hành động Nhân dân giành được 81 trong số 87 ghế được bầu trong Quốc hội Singapore, nhận được 60,14% tổng số phiếu phổ thông, đây là tỷ lệ thấp nhất kể từ khi đảo quốc độc lập.

## Phát triển chính trị

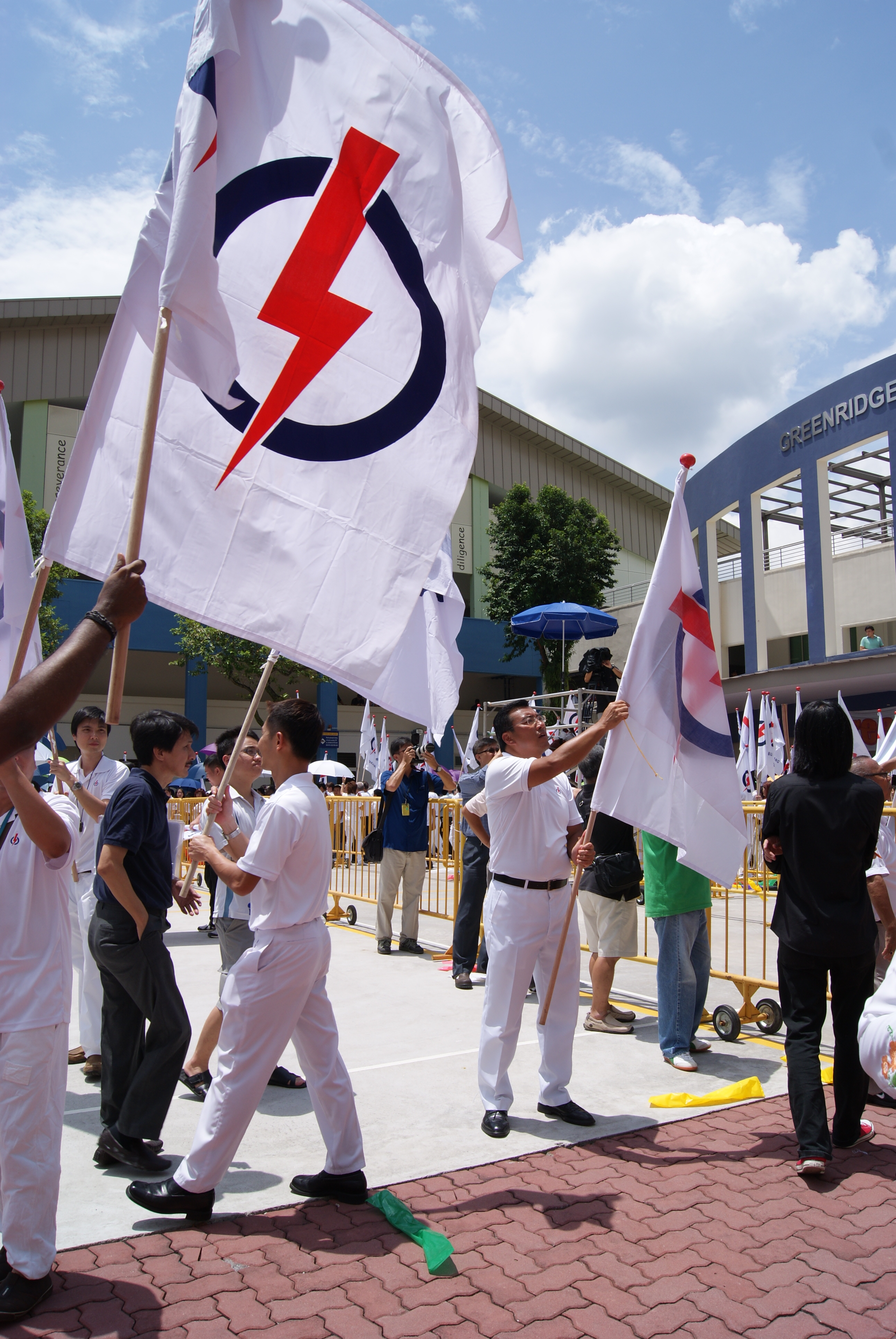
Các ủng hộ viên của Đảng Hành động Nhân dân trong tổng tuyển cử 2011

Ngày 21 tháng 11 năm 1954, một luật sư trung lưu tên Lý Quang Diệu thành lập Đảng Hành động Nhân dân, ông trở về Singapore sau khi theo học tại Anh Quốc. Ông có tầm nhìn về độc lập hoàn toàn cho Singapore, và liên hiệp với Lâm Thanh Tường và Phương Thủy Song dù giữa họ có khác biệt về ý thức hệ.
Trong tháng 4 năm 1955, Lâm Thanh Tường được bầu làm nghị viên của khu vực bầu cử Bukit Timah. Khi đó ông 22 tuổi, là nghị viên trẻ nhất từng được bầu. Năm sau, Lâm Thanh Tường và Lý Quang Diệu đại diện cho Đảng Hành động Nhân dân trong Đàm phán Hiến pháp Luân Đôn, đàm phán kết thúc trong thất bại: Anh Quốc khước từ trao quyền tự trị nội bộ cho Singapore. Ngày 7 tháng 6 năm 1956, David Marshall do thất vọng với đàm phán hiến pháp nên từ chức thủ hiến (Chief Minister), người thay thế là Lâm Hữu Phúc.
Lý Quang Diệu cuối cùng cáo buộc Lâm Thanh Tường và các ủng hộ viên của ông ta là phần tử cộng sản, song các tài liệu của chính phủ Anh được giải mật sau này cho thấy rằng không có bằng chứng nào về việc Lâm Thành Tường là một phần tử cộng sản. Lý Quang Diệu cho giam cầm Lâm Thanh Tường trong nhiều năm và không xét xử, khiến nhân vật này không thể cạnh tranh với Lý Quang Diệu với vị thế là lãnh đạo của đảng đối lập ly khai Trận tuyến Xã hội chủ nghĩa (Barisan Sosialis).
Đảng Hành động Nhân dân lần đầu tranh cử trong tổng tuyển cử năm 1955, có 25 trong tổng số 32 ghế của hội đồng lập pháp là dành cho bầu cử. Đảng Hành động Nhân dân giành được ba ghế, một ghế là của thủ lĩnh Lý Quang Diệu, một ghế cho Lâm Thanh Tường, Mặt trận Lao động của David Saul Marshall giành chiến thắng trong tổng tuyển cử.
David Marshall là người lớn tiếng chống Anh và chống thực dân, và người Anh thấy khó mà đạt một thỏa thuận hoặc thỏa hiệp với ông. Cuối cùng, sau khi không đạt được bất kỳ thỏa thuận nào cho một kế hoạch rõ ràng về tự quản, ông từ chức vào năm 1956. Một thành viên khác của Mặt trận Lao động là Lâm Hữu Phúc lên nắm quyền, ông theo đuổi một chiến dịch chống cộng quy mô lớn và tìm cách thuyết phục người Anh đưa ra một kế hoạch rõ ràng về chế độ tự quản. Hiến pháp Singapore được sửa đổi vào năm 1958, thay thế Hiến pháp Rendel với một nội dung trong đó là cấp cho Singapore quyền tự quản và dân chúng có thẩm quyền bầu toàn bộ Hội đồng lập pháp của mình.
Sau thất bại ban đầu này, Đảng hành động Nhân dân quyết định tái khẳng định các quan hệ với phái lao động của Singapore bằng việc hứa phóng thích các thành viên bị giam cầm của Đảng và đồng thời khiến họ phải ký vào một văn kiện ghi rằng họ ủng hộ Lý Quang Diệu và Đảng Hành động Nhân dân, hy vọng rằng nó có thể thu hút phiếu của những người lao động gốc Hoa. Theo Trần Nhân Quý (Tan Jing Quee) trong sách "Comet in our Sky", Lý Quang Diệu dối trá vào thời gian này: trong khi giả bộ đứng bên các thành viên lao động bị giam cầm của Đảng Hành động Nhân dân, ông bí mật thông đồng với người Anh nhằm ngăn chặn Lâm Thanh Tường và các ủng hộ viên lao động đoạt được quyền lực. Trần Nhân Quý cũng nói rằng Lâm Hữu Phúc chủ tâm kích động các sinh viên nổi loạn và sau đó các thủ lĩnh lao động bị bắt giữ. "Lý Quang Diệu bí mật nhập bọn với Lâm Hữu Phúc" – theo lời Tiến sĩ Greg Poulgrain của Đại học Griffiths "nhằm thuyết phục Bộ trưởng Thuộc địa áp đặt lệnh cấm hủy diệt nhằm bất hợp pháp hóa việc các cựu tù chính trị tranh cử."
Kết quả là Đảng Hành động Nhân dân dưới quyền Lý Quang Diệu thắng cử trong tổng tuyển cử năm 1959, và nắm quyền kể từ đó. Tổng tuyển cử năm 1959 cũng là cuộc bầu cử đầu tiên sản sinh một nghị viện hoàn toàn dân cử và một nội các thi hành đầy đủ quyền tự quản nội bộ. Đảng Hành động Nhân dân giành được đa số ghế trong mọi kỳ tổng tuyển cử kể từ đó.
Sau khi giành độc lập từ Anh, Singapore gia nhập liên bang Malaysia vào cuối năm 1963. Mặc dù Đảng Hành động Nhân dân là đảng cầm quyền tại Singapore, song họ hoạt động như một đảng đối lập tại cấp liên bang trên chính trường Malaysia. Đương thời, chính phủ liên bang tại Kuala Lumpur nằm dưới quyền kiểm soát của một liên minh do Tổ chức Dân tộc Mã Lai Thống nhất (UMNO) đứng đầu, Tuy nhiên, viễn cảnh Đảng Hành động Nhân dân có thể cai trị Malaysia khiến UMNO bị kích động. Quyết định của Đảng Hành động Nhân dân về việc tranh cử ghế quốc hội ngoài Singapore, và quyết định của UMNO về việc tranh cử tại Singapore, vi phạm một thỏa thuận bất thành văn giữa hai bên, làm trầm trọng quan hệ giữa hai đảng. Xung đột cá nhân giữa Lý Quang Diệu với Thủ tướng Malaysia Tunku Abdul Rahman dẫn đến một cuộc khủng hoảng và khiến Rahman buộc Singapore rời khỏi Malaysia trong tháng 8 năm 1965. Sau khi độc lập, Đảng Hành động Nhân dân ngưng các hoạt động bên ngoài Singapore, bỏ rơi phong trào đối lập non trẻ mới bắt đầu tại Malaysia.
Đảng Hành động Nhân dân chiếm đa số áp đảo về số ghế tại Quốc hội Singapore từ năm 1966, khi Trận tuyến Xã hội chủ nghĩa đối lập, một nhóm cánh tả tách từ Đảng Hành động Nhân dân vào năm 1961, từ bỏ Quốc hội sau khi giành 13 ghế trong tổng tuyển cử năm 1963- diễn ra vài tháng sau khi một số thủ lĩnh của họ bị bắt giam trong Chiến dịch Coldstore dựa trên việc bị cáo buộc là cộng sản. Trong tổng tuyển cử 1968, 1972, 1976, 1980, Đảng Hành động Nhân dân giành toàn bộ số ghế trong một quốc hội được mở rộng. Mặc dù các đảng đối lập trở lại Quốc hội vào năm 1984, song Đảng Hành động Nhân dân vẫn cai trị Singapore như một quốc gia độc đảng trên thực tế. Các đảng đối lập không giành nhiều hơn 4 ghế trong quốc hội từ năm 1984 cho đến năm 2011 khi Đảng Công nhân giành được 6 ghế thường và 1 ghế tập tuyển khu.

## Tổ chức

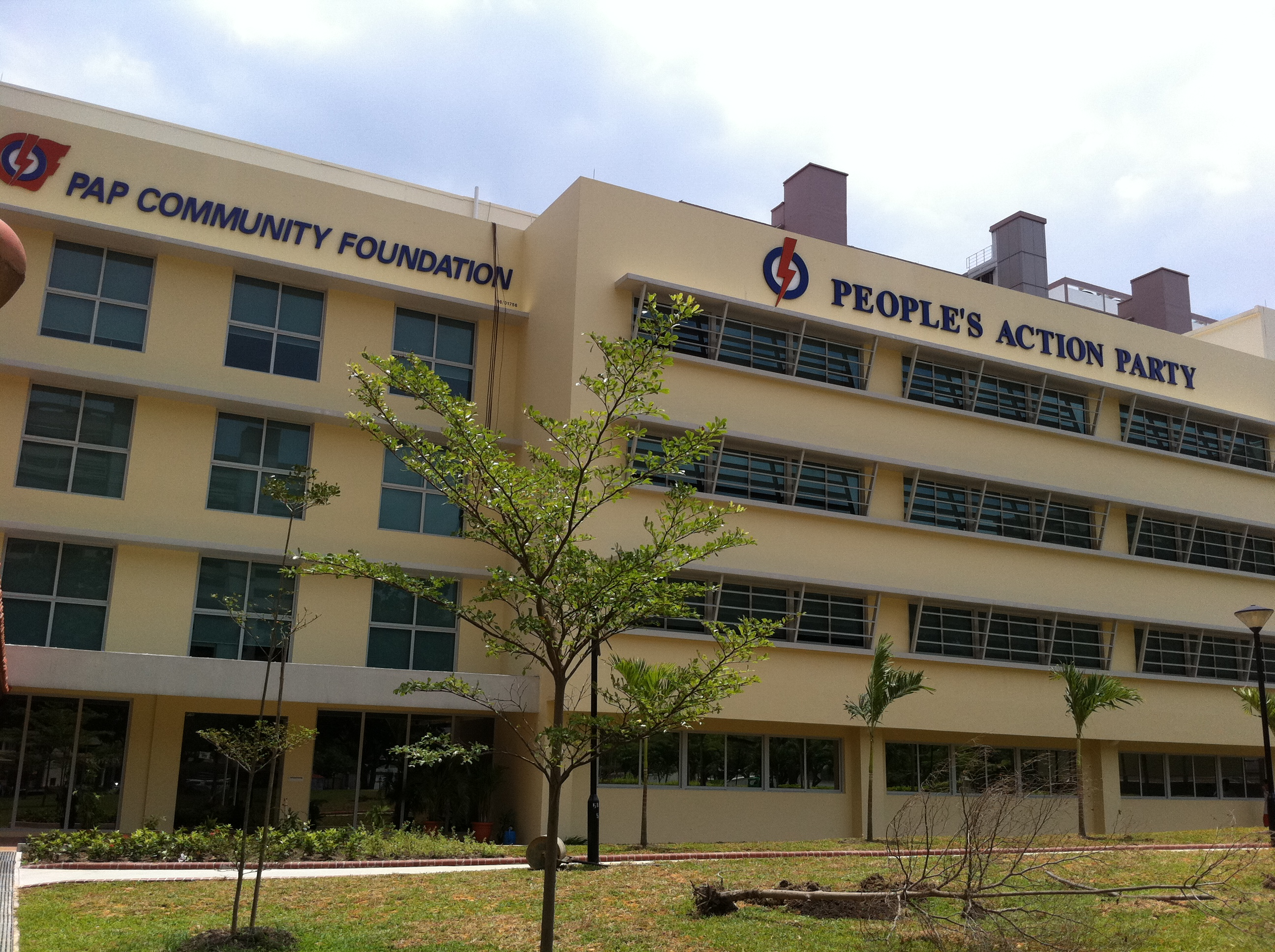
Trụ sở của Đảng Hành động Nhân dân trên đường New Upper Changi, Singapore

Đảng Hành động Nhân dân ban đầu tuân theo kiểu một tổ chức đảng Leninist truyền thống, với lực lượng tiên phong từ những nhà hoạt động trong phong trào công nhân và hoạt động theo nguyên tắc tập trung dân chủ. Ban chấp hành Đảng sau đó trục xuất phái tả khuynh vào năm 1958, đưa ý thức hệ cơ bản của đảng chuyển sang trung dung, và sau đó trong thập niên 1960 thì chuyển xa hơn về hữu khuynh. Vào lúc đầu, có khoảng 500 "cán bộ nòng cốt lâm thời" được bổ nhiệm song hiện nay không rõ về số lượng cán bộ nòng cốt và đăng ký cán bộ nòng cốt được giữ trong bí mật. Năm 1988, Hoàng Căn Thành tiết lộ rằng có trên 1.000 cán bộ nòng cốt. Các thành viên nòng cốt có quyền tham dự các đại hội đảng và bầu cử cùng ứng cử vào Ban Chấp hành Trung ương (CEC), thể chế tối cao của đảng. Để trở thành một cán bộ nòng cốt, một đảng viên đầu tiên cần phải được nghị viên trong chi bộ đề cử. Ứng cử viên sau đó trải qua ba phiên phỏng vấn, mỗi phiên với bốn hoặc năm bộ trưởng hoặc nghị viên, và sau đó được Ban Chấp hành Trung ương bổ nhiệm. Khoảng 100 ứng cử viên được đề cử mỗi năm.
Quyền lực chính trị trong đảng tập trung tại Ban Chấp hành Trung ương (CEC), do Tổng Bí thư lãnh đạo, nhân vật này là thủ lĩnh của đảng. Do Đảng Hành động Nhân dân thắng cử trong mội kỳ tổng tuyển cử kể từ năm 1959, Thủ tướng Singapore luôn là Tổng bí thư của Đảng Hành động Nhân dân kể từ đó. Hầu hết thành viên của Ban chấp hành Trung ương cũng là các thành viên nội các. Từ năm 1957 trở đi, quy tắc được đưa ra là Ban chấp hành Trung ương sắp mãn nhiệm sẽ tiến cử một danh sách các ứng cử viên, từ đó các thành viên nóng cốt có thể bỏ phiếu bầu Ban chấp hành Trung ương khóa tới. Điều này bị cải biến gần đây khi Ban Chấp hành Trung ương đề cử tám thành viên và hội nghị đảng đoàn chọn mười thành viên còn lại.
Trên phương diện lịch sử, vị trí Tổng bí thư không đương nhiên là giữ chức Thủ tướng. Thay vào đó, Ban Chấp hành Trung ương tổ chức một cuộc bầu cử để lựa chọn Thủ tướng. Từng có một cuộc tranh đua giữa Tổng bí thư Lý Quang Diệu và thủ quỹ ngân sách của PAP là Vương Vĩnh Nguyên. Lý Quang Diệu giành chiến thắng và trở thành thủ tướng đầu tiên của Singapore. Kể từ đó, theo truyền thống thì thủ tướng của Singapore là tổng bí thư của Đảng.
Tổng thư ký
| Số | Tên           | Sinh                | Mất                 | Tựu nhiệm | Mãn nhiệm   |
| -- | ------------- | ------------------- | ------------------- | --------- | ----------- |
| 1  | Lý Quang Diệu | 16 tháng 9 năm 1923 | 23 tháng 3 năm 2015 | 1954      | 1992        |
| 2  | Ngô Tác Đống  | 20 tháng 5 năm 1941 | -                   | 1992      | 2004        |
| 3  | Lý Hiển Long  | 10 tháng 2 năm 1952 | -                   | 2004      | đương nhiệm |

Ban Chấp hành HQ
Ban cấp dưới là Ban Chấp hành HQ (HQ Ex-Co), thi hành quản lý đảng và giám sát 12 phân ban.:
1. Bổ nhiệm và quan hệ chi bộ
2. Quan hệ cử tri
3. Thông tin và phản hồi
4. Truyền thông mới
5. Sự vụ người Mã Lai
6. Tuyển mộ đảng viên và Lựa chọn cán bộ nòng cốt
7. Khen thưởng Đảng Hành động Nhân dân
8. Giáo dục chính trị
9. Công khai và Xuất bản
10. Xã hội và Giải trí
11. Phụ nữ
12. Thanh niên

## Ý thức hệ
Từ những năm đầu Đảng Hành động Nhân dân cai trị, tư tưởng sinh tồn đã là một chủ đề trung tâm trong chính trị Singapore. Theo Diane Mauzy và R.S. Milne, hầu hết các nhà phân tích của Singapore đã nhận thức bốn "tư tưởng" chính của Đảng Hành động Nhân dân: chủ nghĩa thực dụng, chính trị tinh hoa, chủ nghĩa đa văn hóa và giá trị châu Á hoặc chủ nghĩa cộng đồng. Trong tháng 1 năm 1991, Đảng Hành động Nhân dân giới thiệu Sách trắng về giá trị chung, theo đó nỗ lực thiết lập một ý thức hệ quốc gia và thể chế hóa các giá trị châu Á. Đảng cũng nói họ "bác bỏ" điều mà họ cho cho là dân chủ tự do kiểu phương Tây, bất chấp sự hiện diện của nhiều khía cạnh dân chủ tự do trong chính sách công của Singapore như công nhận các thể chế dân chủ. Tuy nhiên, Giáo sư Hussin Mutalib cho rằng đối với Lý Quang Diệu thì "Singapore sẽ tốt hơn nếu không có dân chủ tự do".
Ý thức hệ kinh tế của đảng luôn chấp thuận sự cần thiết đối với một số chi tiêu phúc lợi, can thiệp kinh tế thực dụng và chính sách kinh tế Keynes tổng thể. Tuy nhiên, các chính sách thị trường tự do trở nên phổ biến từ thập niên 1980, nằm trong thi hành quy mô lớn hơn chính trị tinh anh trong xã hội dân sự, và Singapore thường được xếp hạng rất cao về các chỉ số "tự do kinh tế" theo đánh giá của các tổ chức như Ngân hàng Thế giới và Quỹ Tiền tệ Quốc tế.
Đảng Hành động Nhân dân nghi ngờ sâu sắc về các ý thức hệ chính trị cộng sản, mặc dù trong những năm đầu từng liên minh trong một thời gian ngắn để chống chủ nghĩa thực dân tại Singapore. Từ đó, Đảng tự nhận định bản thân là một đảng dân chủ xã hội, song trong các thập niên gần đây Đảng chuyển hướng sang tân tự do và các cải cách kinh tế thị trường tự do. 
Đảng Nhân dân Hành động thi hành chủ nghĩa xã hội dưới dạng thực dụng trong vài thập niên đầu nắm quyền, đặc điểm là đảng từ chối quốc hữu hóa. Theo Trần Khánh Châu, đến cuối thập niên 1970, cương lĩnh trí tuệ của chính phủ dựa hoàn toàn trên một triết lý tự lực, tương tự như chủ nghĩa cá nhân kiểu Mỹ. Bất chấp điều này, Đảng Hành động Nhân dân vẫn tuyên bố là một đảng xã hội, chỉ ra quy định của mình trong lĩnh vực tư nhân, can thiệp vào kinh tế, và các chính sách xã hội để thể hiện điều này. Tuy nhiên, năm 1975, Đảng Hành động Nhân dân rút khỏi Xã hội Quốc tế sau khi Công đảng Hà Lan đề xuất trục xuất Đảng, với cáo buộc vi phạm quyền tự do ngôn luận.
Biểu trưng của Đảng Nhân dân Hành động (có màu đỏ và lam trên nền trắng) tượng trưng cho đoàn kết liên dân tộc. Hơn nữa, các đảng viên của Đảng Hành động Nhân dân tại các đại hội của đảng thường xuyên mặc một đồng phục là áo sơ mi trắng và quần trắng. Màu trắng tượng trưng cho tư tưởng của đảng về cai trị minh bạch, nhắc nhở các đảng viên rằng đồng phục màu trắng khi bị bôi bẩn sẽ khó mà làm sạch lại được.

## Kết quả trong tuyển cử

### Hội đồng lập pháp
| Tổng tuyển cử | Ghế dân cử | Tranh cử số ghế | Tự động đắc cử | Chiến thắng | Thất bại | Số ghế giành được | Thay đổi | Tổng số phiếu | Tỷ lệ phiếu | Kết quả bầu cử                                                |
| 1955          | 25         | 4               | 0              | 3           | 1        | 3 / 32            | 3        | 13.634        | 8,7%        | PAP là đảng đối lập. Trận tuyến Lao động thành lập chính phủ. |
| 1959          | 51         | 51              | 0              | 43          | 8        | 43 / 51           | 40       | 281.891       | 54,1%       | PAP chiếm đa số                                               |
| 1963          | 51         | 51              | 0              | 37          | 14       | 37 / 51           | 6        | 272.924       | 46,9%       | PAP chiếm đa số                                               |

### Quốc hội
| Tổng tuyển cử | Ghế dân cử | tranh cử số ghế | Tự động đắc cử | Chiến thắng | Thất bại | Số ghế giành được | Thay đổi   | Tổng số phiếu | Tỷ lệ phiếu | Kết quả tuyển cử      |
| 1968          | 58         | 58              | 51             | 7           | 0        | 58 / 58           | 21         | 65.812        | 86,7%       | PAP thắng toàn bộ ghế |
| 1972          | 65         | 65              | 8              | 57          | 0        | 65 / 65           | 7          | 524.892       | 70,4%       | PAP thắng toàn bộ ghế |
| 1976          | 69         | 69              | 16             | 53          | 0        | 69 / 69           | 4          | 590.169       | 74,1%       | PAP thắng toàn bộ ghế |
| 1980          | 75         | 75              | 37             | 38          | 0        | 75 / 75           | 6          | 494.268       | 77,7%       | PAP thắng toàn bộ ghế |
| 1984          | 79         | 79              | 30             | 47          | 2        | 77 / 79           | 2          | 568.310       | 64,8%       | PAP chiếm đại đa số   |
| 1988          | 81         | 81              | 11             | 69          | 1        | 80 / 81           | 3          | 848.029       | 63,2%       | PAP chiếm đại đa số   |
| 1991          | 81         | 81              | 41             | 36          | 4        | 77 / 81           | 3          | 477.760       | 61%         | PAP chiếm đại đa số   |
| 1997          | 83         | 83              | 47             | 34          | 2        | 81 / 83           | 4          | 465.751       | 65%         | PAP chiếm đại đa số   |
| 2001          | 84         | 84              | 55             | 27          | 2        | 82 / 84           | 1          | 470.765       | 75,3%       | PAP chiếm đại đa số   |
| 2006          | 84         | 84              | 37             | 45          | 2        | 82 / 84           | Giữ nguyên | 748.130       | 66,6%       | PAP chiếm đại đa số   |
| 2011          | 87         | 87              | 5              | 76          | 6        | 81 / 87           | 1          | 1.212.514     | 60,1%       | PAP chiếm đại đa số   |
| 2015          | 89         | 89              | 0              | 83          | 6        | 83 / 89           | 2          | 1.576.784     | 69,86%      | PAP chiếm đại đa số   |